# Odontosina
Odontosina is een geslacht van vlinders van de familie tandvlinders (Notodontidae).

## Soorten
- O. morosa Kiriakoff, 1963
- O. nigronervata Gaede, 1933